# Aleksej Egorovič Egorov
Aleksej Egorovič Egorov (1776 – San Pietroburgo, 22 settembre 1851) è stato un pittore e disegnatore russo.

## Biografia
Egorov è stato fatto prigioniero da Cosacchi da bambino e successivamente inserito in un Orfanotrofio di Mosca. Poco si sa riguardo alle sue origini anche se, in base ad alcuni dei suoi primi ricordi, si credeva che fosse di discendenza calmucca.
Nel 1782 fu iscritto all'Accademia russa di belle arti, dove ha studiato con Ivan Akimov e Grigory Ugryumov. Si laureò nel 1797 e divenne accademico nel 1803, in seguito fu inviato a svolgere lavori sul campo a Roma per quattro anni, dal 1803 al 1807,
e passò sotto l'influenza di Vincenzo Camuccini, che ha elogiato la semplicità del suo design e dei suoi colori.
Le cronache dicono che il Papa Pio VII gli aveva chiesto di rimanere come pittore di corte, ma lui ha cortesemente rifiutato l'offerta.
Nel 1807 tornò a San Pietroburgo e divenne professore assistente all'Accademia.
Come uomo di profonda fede, ha sempre considerato i suoi dipinti religiosi come le sue opere più importanti, sebbene abbia prodotto anche i ritratti di molte persone nella nobiltà.
Nel 1840 fu licenziato dallo Zar Nicola I di Russia, che era scontento delle immagini della Santissima Trinità che aveva dipinto per la cattedrale di Caterina.
Nonostante si fossero allontanati dall'Accademia, i suoi ex studenti andavano ancora da lui per chiedere consiglio, suscitando le sue opinioni sui loro nuovi lavori e portando i loro studenti per un consiglio.
Nella pittura russa dell'epoca fu uno dei maggiori rappresentanti del classicismo, ma più che con i suoi quadri, dei quali si possono menzionare il Martirio del Salvatore (1814, San Pietroburgo, Gosudarstvennyj Ruuskij Muzej) e ritratti, come Testa di giovinetto (1812, Mosca, Galleria Tret'jakov), acquisto celebrità in Russia e all'estero con i disegni, prevalentemente dedicati a temi della storia russa e ad avvenimenti contemporanei, come le allegorie dell'inondazione di San Pietroburgo nel 1824 e della vittoria di Poltava.
Nel disegnò si caratterizzò per una grande forza plastica, precisione e incisività di tratto ed intensa espressività, esercitando forte influenza sulla grafica del suo Paese anche in direzione del superamento dei canoni del classicismo.

## Opere
- Testa di giovinetto (1812, Mosca, Galleria Tret'jakov);
- Susanna (1813);
- Martirio del Salvatore (1814, San Pietroburgo, Gosudarstvennyj Ruuskij Muzej);
- Maria Maddalena (1818);
- Inondazione di San Pietroburgo nel 1824;
- Vittoria di Poltava;
- Rapimento di Elena di Troia da Parigi (1831);
- Avdotya Golitsyna come sacerdotessa vestale.

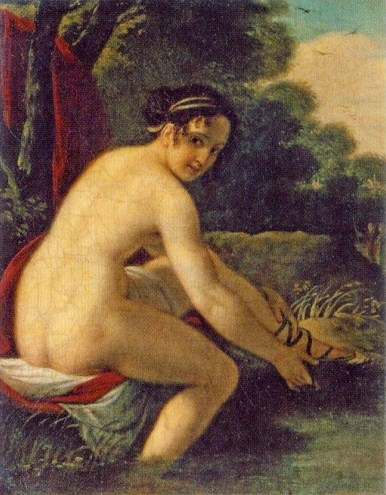
Susanna, 1813
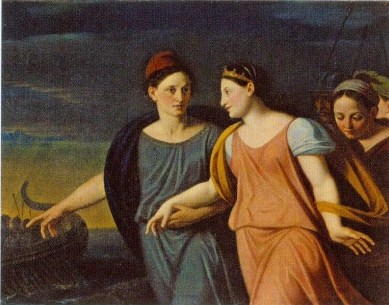
Rapimento di Elena di Troia da Parigi, 1831
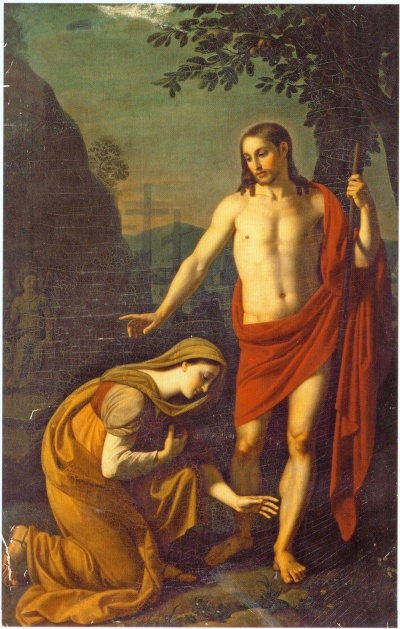
Maria Maddalena, 1818
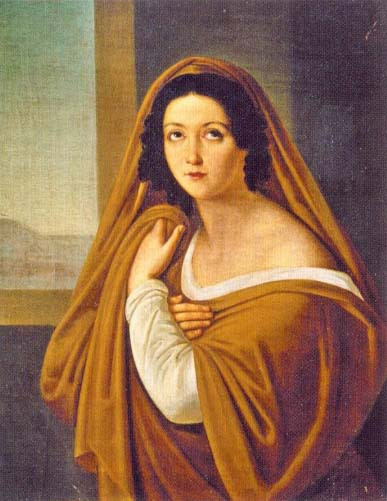
Avdotya Golitsyna come sacerdotessa vestale